# Scythropochroa nitida
Scythropochroa nitida är en tvåvingeart som beskrevs av Edwards 1927. Scythropochroa nitida ingår i släktet Scythropochroa och familjen sorgmyggor. Inga underarter finns listade i Catalogue of Life.